# Mansis
Mansi é uma etnia indígena em processo de extinção que vive em Khântia-Mânsia, distrito autônomo localizado no oblast de Tiumen, Rússia. Em Khântia-Mânsia, os idiomas khanty e mansi possuem status cooficial com o russo.
Os mansi mantêm contato com o estado russo pelo menos desde o século XVI, quando grande parte do lado ocidental da Sibéria foi tomada por Iermak Timofeievitch.